# Fouché, le double jeu
 (février 2025).
Motif : Absence de sources centrées
- Archive Wikiwix
- Bing
- Cairn
- DuckDuckGo
- E. Universalis
- Gallica
- Google
- G. Books
- G. News
- G. Scholar
- Persée
- Qwant
- (zh) Baidu
- (ru) Yandex
- (wd) trouver des œuvres sur Wikidata

| 1. | Préciser le motif de la pose du bandeau. | Précisez le motif de la pose du bandeau en utilisant la syntaxe suivante : {{admissibilité à vérifier\|date=juin 2025\|motif=remplacez ce texte par le motif}}                             |
| 2. | Informer les utilisateurs concernés.     | Pensez à avertir le créateur de l'article, par exemple, en insérant le code ci-dessous sur sa page de discussion : {{subst:avertissement admissibilité à vérifier\|Fouché, le double jeu}} |

Pour les articles homonymes, voir Fouché.
Fouché, le double jeu est une biographie de Joseph Fouché par André Castelot membre de l'Institut de France.
Fouché a vécu à une période qu'André Castelot connaît bien puisqu'il lui a consacré de nombreux ouvrages, aussi bien sur la famille royale, sur les révolutionnaires que sur la famille impériale.

## Présentation générale
Depuis les biographies de références sur Fouché, celles de Louis Madelin et de Stefan Sweig, celle d'André Castelot se base sur une analyse critique des Mémoires de Fouché et sur des documents inédits provenant des archives nationales et de celles des Affaires étrangères. Ces nouvelles pièces à verser au dossier permettent de mieux suivre sa démarche sinueuse à travers toutes les chausse-trappes de l'époque.
La biographie de Joseph Fouché écrite par l’historien André Castelot apporte des informations inédites dont on[Qui ?] a dit qu’il « avait renouvelé la connaissance de Joseph Fouché. »
Elle intègre les Mémoires du duc d’Otrante qu’on a pendant longtemps jugés apocryphes[Qui ?] qui reposent pourtant sur des éléments probants. Elle repose sur des « documents souvent inédits provenant des Archives nationales et des Affaires étrangères. » Elle utilise la documentation rassemblée par Alain Decaux pour écrire une biographie de Fouché qu’il ne put écrire faute de temps et qu’il mit à la disposition d'André Castelot, outre les notes considérables que celui-ci aurait prises tout au long de sa carrière, en travaillant sur d'autres personnages illustres.
A travers la biographie du Duc d'Otrante, l'auteur en profite pour décrire de nombreux évènements importants de l'Histoire de France, comme la chute de Robespierre, le Coup d'Etat de Brumaire, la disgrâce de Talleyrand, etc. Fouché est donc en partie absent de certains passages pour laisser place à l'Histoire qui s'écrit sous ses yeux.

## Autres biographies de Fouché
- Stefan Zweig Fouché, biographie, traduit de l'Allemand par Alzir Hella et Olivier Bournac, Édition française Bernard Grasset, Le Livre de Poche historique no 525-526, 1973

- Jean Tulard Joseph Fouché, Fayard. 1998.

- Louis Madelin Fouché, Librairie Plon 1955
- Julien Sapori L'exil et la mort de Joseph Fouché, Anovi, 2007